# Ciné ballets de Paris
Pour plus de détails, voir Fiche technique et Distribution.
Ciné ballets de Paris est un film français réalisé par Louis Cuny, sorti en 1959.

## Synopsis
Le film est composé de 7 courts métrages consacrés à des ballets : Les Amoureux de la Seine, La Belle au boa, L'Étranger, Prélude à la danse, Récréation et Symphonie pour un homme seul.

## Fiche technique
- Titre : Ciné ballets de Paris
- Réalisation : Louis Cuny
- Photographie : Jacques Ledoux et Jacques Mercanton
- Montage : Renée Gary et Bernard Lefèvre
- Production : Célia Films
- Pays d'origine :  France
- Durée : 92 minutes
- Date de sortie : France, 1959

## Distribution
- Michèle Seigneuret